# Machacz Murtazalijew
Machacz Dałgatowicz Murtazalijew (ros. Махач Далгатович Муртазалиев; ur. 4 czerwca 1984 roku) – rosyjski zapaśnik pochodzenia awarskiego, walczący w stylu wolnym. Brązowy medalista Igrzysk w Atenach 2004 w wadze do 66 kg.
Trzy razy brał udział w Mistrzostwach Świata, zdobył dwa złote medale w 2005 i 2007. Czterokrotny Mistrz Europy w 2004, 2006-2008.
W swoim dorobku ma także m.in. dwa tytuły mistrza Europy kadetów (2000, 2001) i mistrzostwo świata juniorów (2003). Mistrz Rosji z 2004.